# Арон Алкалај
Арон Алкалај (Београд, 8. март 1880 — Београд, 4. децембар 1973) био је главни секретар Државне хипотекарне банке Краљевине Срба, Хрвата и Словенаца, масон и јеврејски национални радник.

## Биографија
Рођен је 8. марта 1880. године у Београду. Његов отац Аврам Алкалај је био свештеник, а мајка Буена Хасон.
Завршио је основну школу и гимназију у Београду, а потом Државну трговачку школу 1898. године. Одмах је добио посао у Управи фондова.
У току Првог светског рата, интерниран је у Мађарску, одакле се враћа 1918. године. Изабран је за главног секретара Државне хипотекарне банке Краљевине Срба, Хрвата и Словенаца и на том положају остао до 1939. године, када је пензионисан. За време његовог мандата, закључен је један зајам у Сједињеним Америчким Државама, а донет је и Закон о Хипотекарној банци.
Председавао је управом Сефардске вероисповедне општине и водио Јеврејску читаоницу између 1929. и 1941. године. 
Од 1. марта 1933. до септембра 1934. године, председавао је ложом Бене Берит у Београду и потом био њен секретар.
Изабран је 1938. године за потпредседника Ротари клуба у Београду.
Други светски рат је провео у заробљеништву.
Говорио је српски, француски, немачки, енглески, италијански и шпански језик. 

## Дела
- Мојсије, Београд 1938;
- Пут у Израел: утисци и сусрети, Београд 1961.

## Одликовања
- Орден Светог Саве IV реда